# Kostel Nejsvětějšího srdce Páně (Brno)
Kostel Nejsvětějšího Srdce Páně se nachází na brněnském katastrálním území Husovice na náměstí Republiky. Je chráněn jako kulturní památka České republiky.
Byl postaven v letech 1906-1910 podle návrhu profesora Karla Huga Kepky. V rok svého dostavění byl i slavnostně vysvěcen.

## Charakteristika
Neorientovaná stavba se vyznačuje trojlodním obdélníkovým půdorysem. Vstup od jihovýchodu je ohraničen mohutným románským portálem. Nad průčelím kostela se tyčí zvonicová věž ve tvaru komolého jehlanu. Po stranách kostela stoupají čtyři vížky sahající do poloviny samotné věže.
Exteriér je řešen v secesním stylu, interiér jako bazilika. Základová konstrukce je tvořená betonovými deskami o tloušťce 1 m a hloubce 8 m. Kostelní věž dosahuje výšky 60 m.

## Historie
Hlavním iniciátorem stavby kostela byl František Venhuda, katecheta husovické školy, jehož jméno nese ulice nedaleko kostela. Architektem byl pověřen prof. arch. Karel Hugo Kepka. Na jeho návrh měl být kostel vystavěn v románském slohu, ovšem kvůli neblahým okolnostem, jako byla neúnosnost terénu a také finanční komplikace, nemohl být tento návrh vybudování realizován.

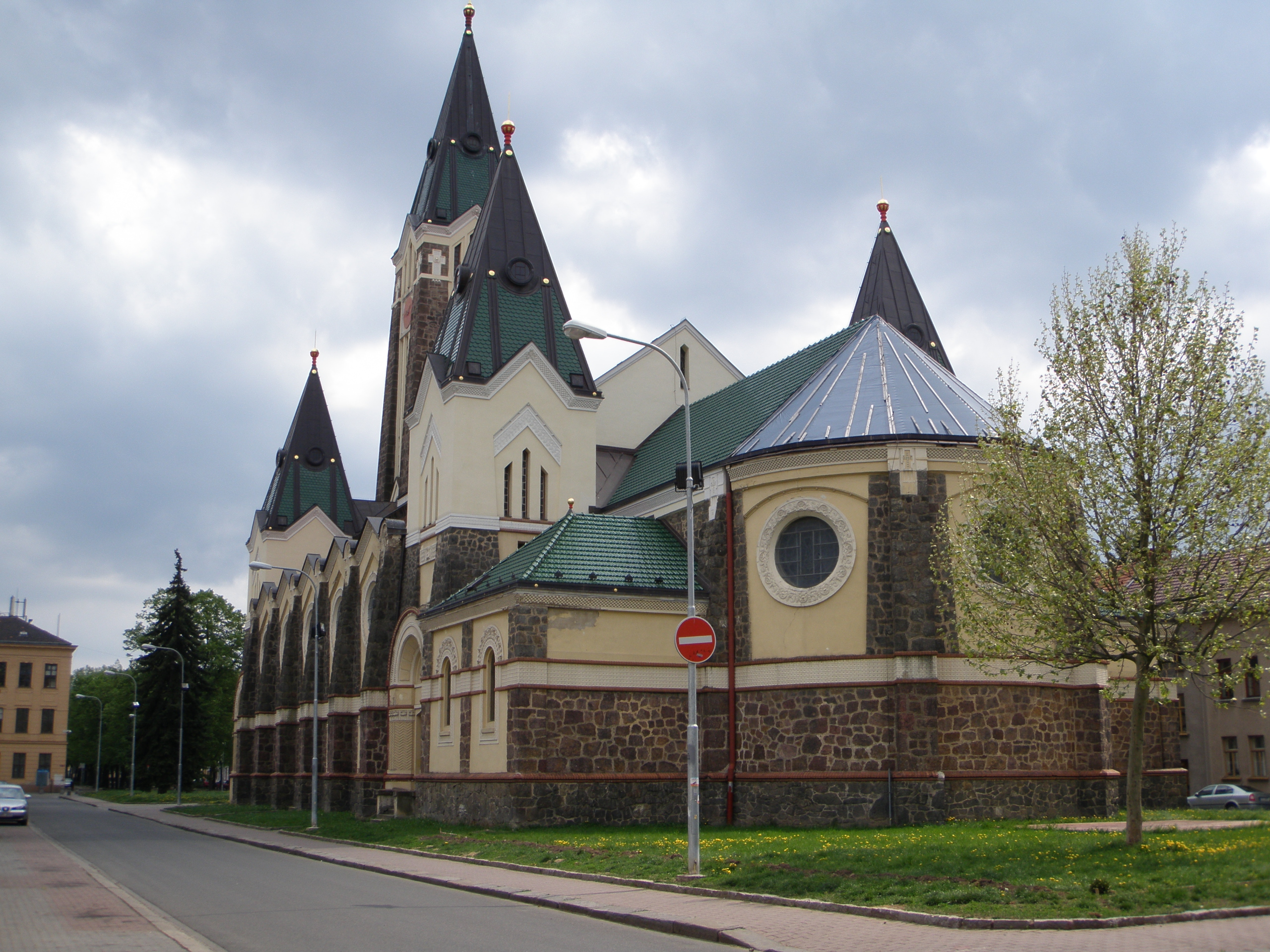
Pohled na zadní část kostela

Proto byl arch. Kepka v roce 1905 nucen svůj návrh přepracovat již do nynější podoby. Dotace na vybudování kostela byly hrazeny z veřejné sbírky a zejména císařem na popud poslance Říšské rady Antonína Cyrila Stojana.
Dne 4. listopadu 1906 byl posvěcen základní kámen a o dva dny později se započalo s výstavbou.
O necelé dva roky později 22. října 1908 byla stavba slavnostně posvěcena a na kostelní věž bylo zavěšeno pět zvonů, které byly zhotoveny v Bochumi ve Vestfálsku. Největší a zároveň nejtěžší zvon vážící 1900 kg nese nápis Nejsvětější srdce Ježíšovo, smiluj se nad námi! Druhý zvon o váze 1080 kg má nápis Sv. Cyrile a Metoději orodujte u Boha. Na třetím zvonu vážící 700 kg stojí nápis Zdrávas Maria. Na čtvrtém zvonu o váze 460 kg je psáno Sv. Františku, pros za nás! A na pátém, nejmenším a nejlehčím zvonu o hmotnosti 380 kg je vepsáno Odpočinutí věčné dej jim, Pane!
Slavnostní otevření kostela se událo 5. června 1910 a zhotovená stavba byla vysvěcena brněnským biskupem Pavlem Huynem. Slavnostním kazatelem byl Antonín Cyril Stojan. Dne 1. ledna 1911 byla zařízena samostatná husovická farnost.

### Program záchrany architektonického dědictví
V rámci Programu záchrany architektonického dědictví bylo v letech 1995-2014 na opravu kostela čerpáno 7 330 000 Kč.
| rok    | 2002  | 2003  | 2004  | 2005 | 2006 | 2007 | 2008  | 2009 | 2010 | 2011 |
| ------ | ----- | ----- | ----- | ---- | ---- | ---- | ----- | ---- | ---- | ---- |
| částka | 1 000 | 1 000 | 1 000 | 900  | 400  | 400  | 1 000 | 500  | 500  | 630  |

## Zajímavosti

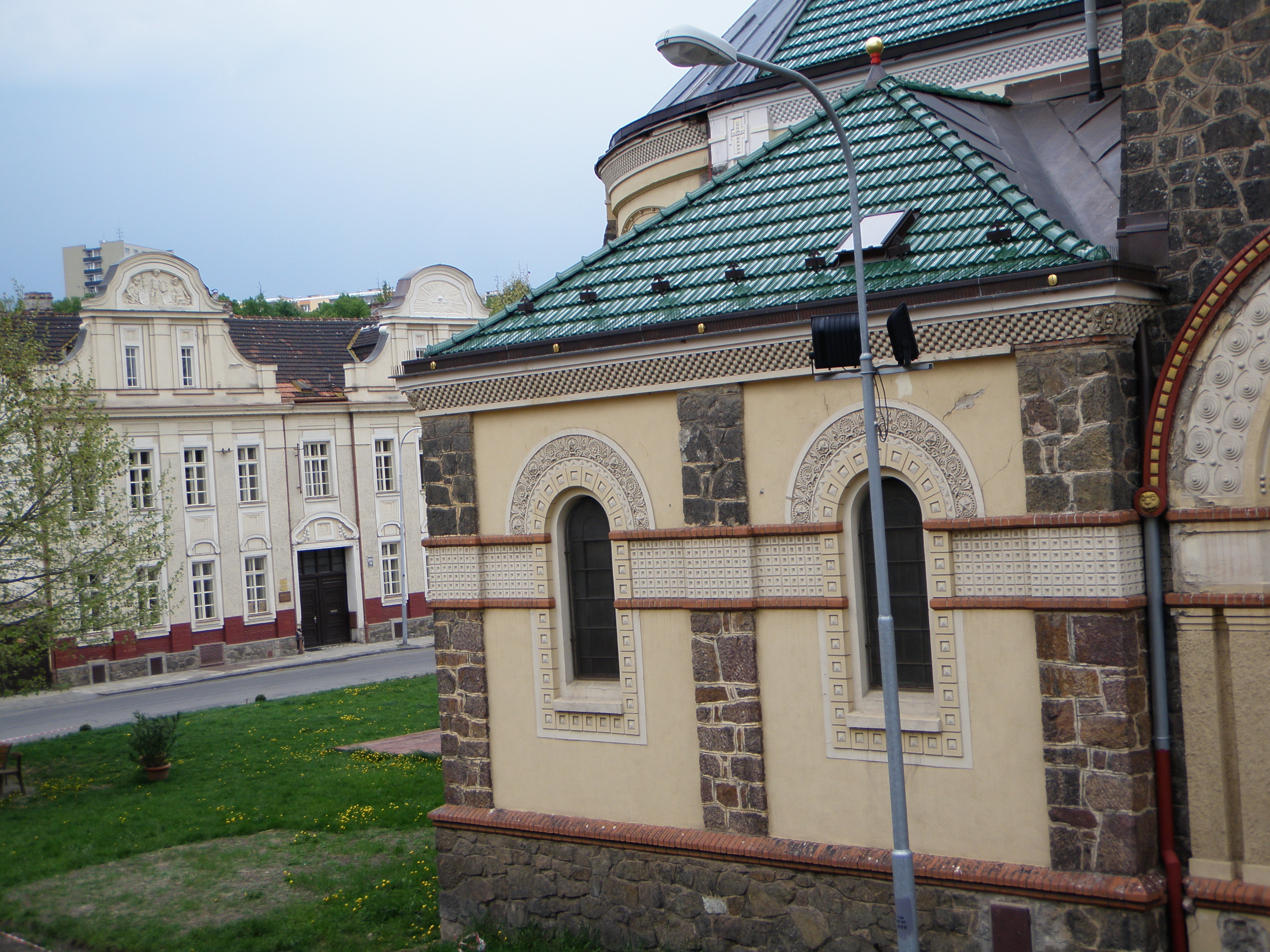
Pohled na kostel a tamní faru v Husovicích

- V 90. letech 20. století byla duchovní správa svěřena Řádu menších bratří (františkánům).
- Dne 1. května 1894 se v Husovicích narodila pozdější řeholní sestra Marie Restituta (vl. jm. Helena Kafková), kterou roku 1998 ve Vídni prohlásil papež sv. Jan Pavel II. za blahořečenou.[7]